# Giedo van der Garde
Giedo van der Garde, (născut la data de 25 aprilie 1985, în Rhenen, Țările de Jos) este un pilot de curse care a debutat în Campionatul Mondial de Formula 1 în sezonul 2013.

## Cariera în Formula 1
| Sezon | Echipă                      | Puncte      | Loc clasament general |
| ----- | --------------------------- | ----------- | --------------------- |
| 2007  | Etihad Aldar Spyker F1 Team | Pilot teste | -                     |
| 2012  | Caterham F1 Team            | Pilot teste | -                     |
| 2013  | Caterham F1 Team            | 0           | -                     |

## Cariera în Motor Sport
| Sezon | Competiție                 | Puncte | Loc clasament general |
| ----- | -------------------------- | ------ | --------------------- |
| 2004  | Formula 3 Euro Series      | 37     | 9                     |
| 2005  | Formula 3 Euro Series      | 34     | 9                     |
| 2006  | Formula 3 Euro Series      | 37     | 6                     |
| 2007  | Formula Renault 3.5 Series | 67     | 6                     |
| 2008  | Formula Renault 3.5 Series | 137    | 1                     |
| 2009  | GP2 Series                 | 34     | 7                     |
| 2010  | GP2 Series                 | 39     | 7                     |
| 2011  | GP2 Series                 | 49     | 5                     |
| 2012  | GP2 Series                 | 160    | 6                     |